# Острів (загальнозоологічний заказник)
Острів — один з об'єктів природно-заповідного фонду Луганської області, загальнозоологічний заказник місцевого значення.

## Розташування
Загальнозоологічний заказник розташований поблизу села Піщане в Станично-Луганському районі Луганської області. Граничить зі Станично-Луганським заповідником — відділенням Луганського природного заповідника НАН України. Координати: 48° 43' 11" північної широти, 39° 22' 15" східної довготи .

## Історія
Загальнозоологічний заказник місцевого значення «Острів» оголошений рішенням виконкому Ворошиловградської обласної ради народних депутатів № 532 від 9 грудня 1982 року (в. ч.), № 247 від 28 червня 1984 року.

## Мета

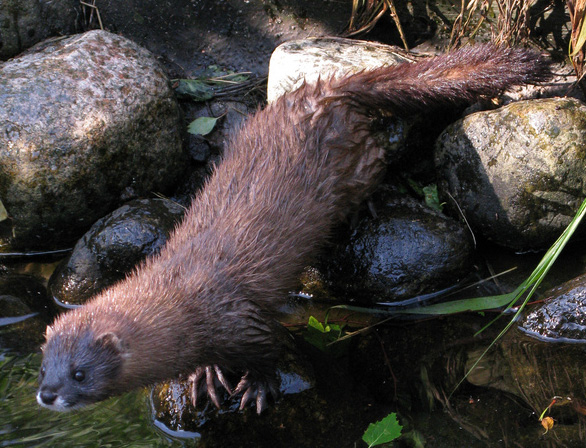
Норка європейська

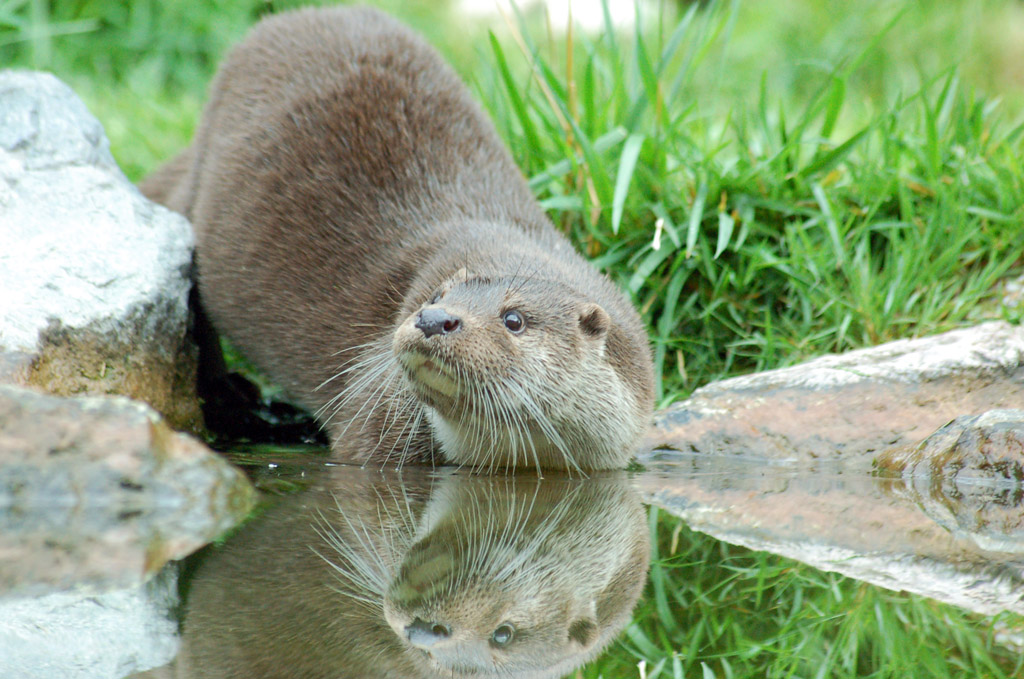
Видра річкова

Мета створення заказника — збереження рідкісних видів тварин, пов'язаних з водним середовищем.

## Загальна характеристика
Загальнозоологічний заказник «Острів» загальною площею 1,2 га являє собою острів на річці Сіверський Донець, 260 м завдовжки і 45 м завширшки. Острів вкритий заплавним лісом, основними деревними культурами якого є тополя біла та верба біла.

## Рослинний світ
Флора заказника налічує 58 видів рослин, що належать до 46 родів і 23 родин. По берегах зустрічаються поодинокі особини верб білої і ламкої. Зростають полин високий, дербенник верболистий. Більш підвищені ділянки порослі кленом ясенелистим і в'язом гладеньким, зустрічаються поодинокі дерева ясена високого, абрикоса звичайного, тополь чорної і білої. Трав'яний покрив цих угруповань сформований кропивою дводомною, пирієм повзучим, регнерією собачою, чорнокорієм звичайним, чистотілом великим.
Нижчі ділянки, вільні від дерев, зайняті невеликими фрагментами остепнених луків. Загальне проективне покриття становить 60%. Домінуючими видами є тонконіг лучний, кострець безостий, куничник наземний, досить часто зустрічаються енотера дворічна, пижмо звичайне, жовтий осот шорсткий, холодок лікарський, полини гіркий і Маршалла, смілка вилчаста, звіробій звичайний, вероніка довголиста, підмаренник звичайний.
Підвищені ділянки з супіщаними ґрунтами зайняті фрагментами піщаного степу. Загальне проективне покриття сягає 50%. Домінуючими видами є тонконіг вузьколистий, кострець безостий, костриця Беккера, келерія піскова, досить часто зустрічаються тархун, синьоголівник плоськолистий, очиток пурпуровий, зопник бульбистий.

## Тваринний світ
На території заказника мешкають видра річкова та норка європейська, що занесені до Червоної книги України. Вздовж берегів зимують качки. Кормовою базою для існуючих тут тварин, є риба, яка у великій кількості водиться у вимивинах і водориях навколо острова.